# Mistrovství Evropy ve vzpírání 2012
91. mužské a 25. ženské mistrovství Evropy ve vzpírání se konalo od 6. do 15. dubna 2012 v turecké Antalyi. Město již šampionát hostilo v roce 2002 a v roce 2010 zde rovněž proběhlo mistrovství světa. Mistrovství bylo současně kontinentální kvalifikací na Letní olympijské hry 2012.

## Přehled medailistů

### Muži
|            | Zlato             | Zlato  | Stříbro                | Stříbro | Bronz                  | Bronz  |
| Do 56 kg   |                   |        |                        |         |                        |        |
| Trh        | Valentin Xristov  | 125 kg | Gökhan Kılıç           | 121 kg  | Oleg Sîrghi            | 116 kg |
| Nadhoz     | Valentin Xristov  | 155 kg | Oleg Sîrghi            | 146 kg  | Asen Muradov           | 136 kg |
| Dvojboj    | Valentin Xristov  | 280 kg | Oleg Sîrghi            | 262 kg  | Gökhan Kılıç           | 257 kg |
| Do 62 kg   |                   |        |                        |         |                        |        |
| Trh        | Bünyamin Sezer    | 142 kg | Florin Ionuț Croitoru  | 131 kg  | Dimítris Minasídis     | 130 kg |
| Nadhoz     | Stojan Enev       | 160 kg | Bünyamin Sezer         | 159 kg  | Dimítris Minasídis     | 158 kg |
| Dvojboj    | Bünyamin Sezer    | 301 kg | Dimítris Minasídis     | 288 kg  | Stojan Enev            | 282 kg |
| Do 69 kg   |                   |        |                        |         |                        |        |
| Trh        | Oleg Čen          | 158 kg | Bernardin Kingué Matam | 145 kg  | Daniel Godelli         | 145 kg |
| Nadhoz     | Əfqan Bayramov    | 178 kg | Serghei Cechir         | 175 kg  | Vencelas Dabaya        | 175 kg |
| Dvojboj    | Əfqan Bayramov    | 321 kg | Vencelas Dabaya        | 318 kg  | Bernardin Kingué Matam | 318 kg |
| Do 77 kg   |                   |        |                        |         |                        |        |
| Trh        | Martin Răzvan     | 159 kg | Erkand Qerimaj         | 158 kg  | Alexandru Dudoglo      | 158 kg |
| Nadhoz     | Erkand Qerimaj    | 190 kg | Martin Răzvan          | 188 kg  | Alexandru Şpac         | 187 kg |
| Dvojboj    | Erkand Qerimaj    | 348 kg | Martin Răzvan          | 347 kg  | Alexandru Dudoglo      | 344 kg |
| Do 85 kg   |                   |        |                        |         |                        |        |
| Trh        | Fatih Baydar      | 166 kg | Raul Cikeridze         | 165 kg  | Gabriel Sîncrăian      | 164 kg |
| Nadhoz     | Tom Schwarzbach   | 201 kg | Raul Cikeridze         | 200 kg  | Gabriel Sîncrăian      | 195 kg |
| Dvojboj    | Raul Cikeridze    | 265 kg | Fatih Baydar           | 259 kg  | Gabriel Sîncrăian      | 259 kg |
| Do 94 kg   |                   |        |                        |         |                        |        |
| Trh        | Aurimas Didžbalis | 180 kg | Anatol Cîrîcu          | 178 kg  | İbrahim Arat           | 171 kg |
| Nadhoz     | Anatol Cîrîcu     | 224 kg | Aurimas Didžbalis      | 215 kg  | İntiqam Zairov         | 213 kg |
| Dvojboj    | Anatol Cîrîcu     | 402 kg | Aurimas Didžbalis      | 395 kg  | İbrahim Arat           | 382 kg |
| Do 105 kg  |                   |        |                        |         |                        |        |
| Trh        | Maxim Šejko       | 185 kg | David Bedžanjan        | 185 kg  | Serhij Tahirov         | 180 kg |
| Nadhoz     | David Bedžanjan   | 220 kg | Maxim Šejko            | 216 kg  | Michail Audzejeu       | 215 kg |
| Dvojboj    | David Bedžanjan   | 405 kg | Maxim Šejko            | 401 kg  | Michail Audzejeu       | 395 kg |
| Nad 105 kg |                   |        |                        |         |                        |        |
| Trh        | Irakli Turmanidze | 195 kg | Hajk Hakobjan          | 195 kg  | Péter Nagy             | 192 kg |
| Nadhoz     | Ruslan Albegov    | 238 kg | Jiří Orság             | 235 kg  | Andrej Kozlov          | 235 kg |
| Dvojboj    | Ruslan Albegov    | 429 kg | Matthias Steiner       | 424 kg  | Irakli Turmanidze      | 423 kg |

### Ženy
|           | Zlato             | Zlato  | Stříbro               | Stříbro | Bronz                | Bronz  |
| Do 48 kg  |                   |        |                       |         |                      |        |
| Trh       | Marzena Karpińska | 85 kg  | Genny Pagliaro        | 81 kg   | Silviya Angelova     | 78 kg  |
| Nadhoz    | Marzena Karpińska | 102 kg | Nurdan Karagöz        | 100 kg  | Silviya Angelova     | 97 kg  |
| Dvojboj   | Marzena Karpińska | 187 kg | Nurdan Karagöz        | 177 kg  | Silviya Angelova     | 175 kg |
| Do 53 kg  |                   |        |                       |         |                      |        |
| Trh       | Cristina Iovu     | 91 kg  | Alena Čyčkan          | 88 kg   | Aylin Daşdelen       | 88 kg  |
| Nadhoz    | Cristina Iovu     | 116 kg | Aylin Daşdelen        | 113 kg  | Svetlana Čeremšanova | 113 kg |
| Dvojboj   | Cristina Iovu     | 207 kg | Aylin Daşdelen        | 201 kg  | Svetlana Čeremšanova | 201 kg |
| Do 58 kg  |                   |        |                       |         |                      |        |
| Trh       | Romela Begaj      | 102 kg | Boyanka Kostova       | 98 kg   | Jelena Šadrina       | 95 kg  |
| Nadhoz    | Boyanka Kostova   | 117 kg | Aleksandra Klejnowska | 117 kg  | Jelena Šadrina       | 116 kg |
| Dvojboj   | Boyanka Kostova   | 215 kg | Romela Begaj          | 215 kg  | Jelena Šadrina       | 211 kg |
| Do 63 kg  |                   |        |                       |         |                      |        |
| Trh       | Sibel Şimşek      | 100 kg | Nikoletta Nagy        | 94 kg   | Ljudmila Bril        | 93 kg  |
| Nadhoz    | Sibel Şimşek      | 125 kg | Nikoletta Nagy        | 116 kg  | Neslihan Okumuş      | 115 kg |
| Dvojboj   | Sibel Şimşek      | 225 kg | Nikoletta Nagy        | 210 kg  | Neslihan Okumuş      | 208 kg |
| Do 69 kg  |                   |        |                       |         |                      |        |
| Trh       | Oxana Slivenko    | 115 kg | Viktorija Savenko     | 115 kg  | Roxana Cocoș         | 110 kg |
| Nadhoz    | Oxana Slivenko    | 143 kg | Roxana Cocoș          | 142 kg  | Viktorija Savenko    | 137 kg |
| Dvojboj   | Oxana Slivenko    | 258 kg | Roxana Cocoș          | 258 kg  | Viktorija Savenko    | 252 kg |
| Do 75 kg  |                   |        |                       |         |                      |        |
| Trh       | Lidia Valentínová | 117 kg | Olga Zubova           | 115 kg  | Rumjana Petkova      | 100 kg |
| Nadhoz    | Olga Zubova       | 150 kg | Lidia Valentínová     | 143 kg  | Hatice Yılmaz        | 125 kg |
| Dvojboj   | Olga Zubova       | 265 kg | Lidia Valentínová     | 260 kg  | Hatice Yılmaz        | 223 kg |
| Nad 75 kg |                   |        |                       |         |                      |        |
| Trh       | Taťana Kaširina   | 145 kg | Yuliya Dovqal         | 123 kg  | Julija Konovalova    | 121 kg |
| Nadhoz    | Taťana Kaširina   | 183 kg | Julija Konovalova     | 153 kg  | Yuliya Dovqal        | 150 kg |
| Dvojboj   | Taťana Kaširina   | 328 kg | Julija Konovalova     | 274 kg  | Yuliya Dovqal        | 273 kg |

## Nově stanovené rekordy
| Kategorie      | Rekord                                | Nový držitel     | Hodnota |
| -------------- | ------------------------------------- | ---------------- | ------- |
| Muži do 56 kg  | Evropský juniorský rekord v trhu      | Valentin Xristov | 125 kg  |
| Muži do 56 kg  | Evropský juniorský rekord v nadhozu   | Valentin Xristov | 155 kg  |
| Muži do 56 kg  | Evropský juniorský rekord ve dvojboji | Valentin Xristov | 280 kg  |
| Ženy do 53 kg  | Evropský juniorský rekord v nadhozu   | Cristina Iovu    | 116 kg  |
| Ženy nad 75 kg | Evropský rekord v nadhozu             | Taťana Kaširina  | 183 kg  |
| Ženy nad 75 kg | Evropský rekord ve dvojboji           | Taťana Kaširina  | 328 kg  |

## Medaile podle zúčastněných zemí
Pozn.: Pouze „velké“ dvojbojové medaile.
| Pořadí | Stát        | Zlato | Stříbro | Bronz |
| ------ | ----------- | ----- | ------- | ----- |
| 1.     | Rusko       | 5     | 2       | 4     |
| 2.     | Ázerbájdžán | 3     | -       | 2     |
| 3.     | Turecko     | 2     | 3       | 3     |
| 4.     | Moldavsko   | 2     | 1       | 1     |
| 5.     | Albánie     | 1     | 1       | -     |
| 6.     | Gruzie      | 1     | -       | 1     |
| 7.     | Polsko      | 1     | -       | -     |
| 8.     | Rumunsko    | -     | 2       | 1     |
| 9.     | Francie     | -     | 1       | 1     |
| T10    | Kypr        | -     | 1       | -     |
| T10    | Litva       | -     | 1       | -     |
| T10    | Maďarsko    | -     | 1       | -     |
| T10    | Německo     | -     | 1       | -     |
| T10    | Španělsko   | -     | 1       | -     |
| T15    | Bělorusko   | -     | -       | 1     |
| T15    | Bulharsko   | -     | -       | 1     |

## Kvalifikace na olympijské hry
Na základě dosažených výsledků bude rozděleno 7 účastnických míst pro muže a 6 pro ženy; bojovat o start v Londýně mohou pouze státy, které neuspěly v kvalifikaci probíhající na předešlých mistrovstvích světa.

### Muži
| Již kvalifikované státy | Počet míst |
| ----------------------- | ---------- |
| Rusko                   | 6          |
| Polsko                  | 6          |
| Ukrajina                | 6          |
| Turecko                 | 5          |
| Ázerbájdžán             | 5          |
| Bělorusko               | 4          |
| Albánie                 | 4          |
| Arménie                 | 4          |
| Spojené království      | 3          |
| Gruzie                  | 3          |
| Francie                 | 3          |
| Rumunsko                | 3          |
| Německo                 | 3          |

| Pořadí | Stát       | Získané body | Počet míst |
| ------ | ---------- | ------------ | ---------- |
| 1.     | Moldavsko  | 156          | 1          |
| 2.     | Bulharsko  | 149          | 1          |
| 3.     | Litva      | 130          | 1          |
| 4.     | Maďarsko   | 126          | 1          |
| 5.     | Slovensko  | 125          | 1          |
| 6.     | Česko      | 124          | 1          |
| 7.     | Španělsko  | 124          | 1          |
| 8.     | Itálie     | 120          |            |
| 9.     | Řecko      | 117          |            |
| 10.    | Finsko     | 91           |            |
| 11.    | Irsko      | 76           |            |
| 12.    | Chorvatsko | 62           |            |
| 13.    | Lotyšsko   | 46           |            |
| 14.    | Kypr       | 44           |            |
| 15.    | Estonsko   | 40           |            |
| 16.    | Izrael     | 22           |            |
| 17.    | Belgie     | 21           |            |
| 18.    | Švédsko    | 18           |            |
| 19.    | Dánsko     | 16           |            |
| 20.    | Nizozemsko | 13           |            |

### Ženy
| Již kvalifikované státy | Počet míst |
| ----------------------- | ---------- |
| Rusko                   | 4          |
| Turecko                 | 4          |
| Bělorusko               | 4          |
| Ukrajina                | 3          |
| Polsko                  | 3          |
| Spojené království      | 2          |
| Německo                 | 2          |
| Arménie                 | 2          |

| Pořadí | Stát                | Získané body | Počet míst |
| ------ | ------------------- | ------------ | ---------- |
| 1.     | Ázerbájdžán         | 106          | 1          |
| 2.     | Rumunsko            | 98           | 1          |
| 3.     | Španělsko           | 95           | 1          |
| 4.     | Bulharsko           | 94           | 1          |
| 5.     | Albánie             | 91           | 1          |
| 6.     | Francie             | 82           | 1          |
| 7.     | Řecko               | 81           |            |
| 8.     | Slovensko           | 80           |            |
| 9.     | Švédsko             | 79           |            |
| 10.    | Česko               | 77           |            |
| 11.    | Maďarsko            | 69           |            |
| 12.    | Itálie              | 61           |            |
| 13.    | Finsko              | 61           |            |
| 14.    | Moldavsko           | 49           |            |
| 15.    | Norsko              | 25           |            |
| 16.    | Izrael              | 22           |            |
| 17.    | Litva               | 19           |            |
| 18.    | Lotyšsko            | 18           |            |
| 19.    | Dánsko              | 18           |            |
|        | Bosna a Hercegovina | 0            |            |